# 床兀儿
床兀儿（1260年—1322年），元朝钦察人，土土哈第三子。
早年为宿卫。至元二十四年（1287年），跟随玉昔帖木儿征伐乃颜，为左卫亲军都指挥使。至元二十六年（1289年），跟随忽必烈征海都，为钦察亲军都指挥使。大德元年（1297年），袭封父职，统兵戍边。率兵在杭爱山击败海都。大德三年（1299年），佥枢密院事。击败海都、笃哇。历任枢密副使、同知枢密院事、知枢密院事。拥立元武宗，拜平章政事。至大二年（1309年），进封句容郡王。延祐元年（1314年），击败也先不花。延祐四年（1317年），回朝，兼知枢密院事。议事中书省。儿子燕帖木儿、撒敦、答里。

## 延伸阅读
[在维基数据编辑]
 《新元史/卷179》，出自柯劭忞《新元史》